# Anden franske republik
 For alternative betydninger, se Anden Republik. (Se også artikler, som begynder med Anden Republik)
La Seconde République er det politiske system, der indførtes i Frankrig efter Revolutionen i 1848. Republikken opløstes, da dens første og eneste præsident, Louis-Napoléon Bonaparte, blev kejser i 1852.
4. november 1848 kom den ny forfatning. Den lovgivende magt skulle tilhøre en forsamling, valgt for tre år af mænd, der var fyldt 21 år. Den kunne ikke opløses, og præsidenten, der valgtes for fire år ved folkeafstemning, havde ikke veto mod dens beslutninger. De to magter stod således lige stærke uden at være afhængige af hinanden.
Ludvig Napoleon var flygtet i 1846 og kom i 1848 til Frankrig og valgtes til nationalforsamlingen, men afslog forsigtig valget. Nu samlede han ikke blot bonapartisterne, men også monarkisterne, og endelig stemte de radikale og socialister på ham for at undgå Louis-Eugène Cavaignacs diktatur. Den 10. november valgtes Napoleon med 5.434.226 stemmer, Cavaignac fik 1.448.107, Ledru Rollin 370.119. Den 20. november overtog Napoleon præsidentværdigheden og dannede ministeriet Odillon Barrot, der i forståelse med nationalforsamlingen optrådte ret konservativt.
Maj 1849 afløstes Barrot af en lovgivende forsamling: 450 monarkister, 100 moderate republikanere og 200 radikale og socialister under Ledru Rollin. Efter monarkisternes ønske havde Napoleon hjulpet paven mod republikanerne i Rom, men ved Garibaldis modstand trak kampen ud, og 12. juni foreslog Ledru Rollin at anklage Napoleon for det. Det forkastedes, og næste dag kom det til opstand i Paris; den blev nedkæmpet og Rollin flygtede. Kort efter faldt Rom. Presseforholdene ordnedes efter opløsningen 1848 nærmest i overensstemmelse med Septemberlovene 1835; men da nu faren for de radikale syntes ovre, svækkedes enigheden i det af legitimister, orléanister og bonapartister bestående flertal, og forholdet mellem forsamlingen og Napoleon blev dårligt.
Han begyndte store agitationsrejser i provinsen, udnævnte bonapartistiske præfekter osv. og dannede november 1849 det mere føjelige ministerium d'Hautpoul. Da forårsvalgene 1850 i Paris gav socialisterne sejren (forfatteren Eugène Sue valgtes fx med 126.000 stemmer), samlede forskrækkelsen atter de mere konservative, og maj 1850 vedtoges en valglov med 433 stemmer mod 241. Den var støttet af Adolphe Thiers og bekæmpet af Lamartine, Victor Hugo og Cavaignac.
Nu var tre års ophold i samme kreds en betingelse for valgret. Det berøvede cirka tre millioner stemmeretten.
I marts ophævede en skolelov universitets monopol og gav gejstligheden en stærk stilling inden for de styrende universitets- og skoleråd og fri adgang til oprettelse af private gejstlige skoler. I juli 1850 kom en strengere presselov. Harmen herover lettede Napoleons agitation. Januar 1851 afsatte han Nicolas Anne Théodule Changarnier, Paris' kommandant, der var forfatningen tro, og dannede ministeriet Baroche. Men da Thiers fik et mistillidsvotum vedtaget, bøjede han af, tog et farveløst ministerium og anerkendte forsamlingens rettigheder.
Snart dannedes det bonapartistiske ministerium Faucher, og i oktober det endnu mere udprægede St Arnaud. Napoleon søgte nu forgæves at få forsamlingen til at hæve den forfatningsbestemmelse, der forbød hans genvalg efter de fire år og foreslog at ophæve valgretsindskrænkningen af maj 1850, men det forkastedes (355 mod 345 bonapartister og venstre). Et forslag fra hans modstandere om, at forsamlingens præsident selv skulle kunne rekvirere tropper, forkastedes af 408 mod 300, men det bevirkede, at Napoleon sammen med sine tilhængere Persigny, Morny, St Arnaud og andre besluttede sig for et statskup:
2. december fængsledes Thiers samt generalerne Changarnier, Lamoricière, Cavaignac, Bédeau m.fl., Nationalforsamlingen opløstes, og der lovedes folkeafstemning om en ny forfatning med almindelig valgret. De deputerede, der protesterede, blev arresteret, og et opstandsforsøg den 3.—4. december dæmpedes let, da arbejderne ikke brød sig om det. Undtagelsestilstand proklameredes i en stor del af Frankrig, og en nøje politikontrol indførtes på alle områder, mens Thiers, Hugo, Lamoricière, Changarnier osv. forvistes.
20. december godkendtes grundsætningerne for en ny forfatning med 7.439.216 stemmer mod 647.737, og 14. januar 1852 udstedtes den ny forfatning. En præsident, valgt på 10 år, fik den udøvende magt og blev ansvarlig. Den lovgivende forsamling valgtes for seks år ved almindelig valgret og stemte om lovene og budgettet med ja eller nej. Den kunne kun vedtage ændringer med samtykke af et conseil d'état, udnævnt af præsidenten. Forsamlingens præsident valgtes af Napoleon; han besørgede uddrag af forhandlingerne offentliggjort. Desuden fandtes et senat, valgt af præsidenten. Det var en forfatning i den gamle, napoleonske ånd, mere demokratisk, mindre liberal end de monarkiske forfatninger. Februar 1852 bandtes pressen ved kautioner, afgifter og straffe omtrent så hårdt som ved censur.
Ved valgene til en lovgivende forsamling fik den ved hjælp af de "officielle kandidaturer" et rent bonapartistisk præg. I løbet af sommeren forberedtes på store rejser Kejserdømmet. I Bordeaux udtalte Napoleon ligefrem,: "l'empire c'est la paix" ("Kejserdømmet er freden"), en adressebevægelse derfor sattes i scene, og 7. november lod man senatet vedtage det arvelige kejserdømme, hvilket derpå billigedes med 7.482.863 stemmer mod 238.582, mens forfatningen i øvrigt bevaredes.